# 纳瓦塔
纳瓦塔，是西班牙加泰罗尼亚赫罗纳省的一个市镇。总面积19平方公里，总人口741人（2001年），人口密度39人/平方公里。